# 金华文荣医院
金华文荣医院俗称文荣医院，是一所位于浙江省金华市的民营二级甲等综合性医院。医院占地5.67公顷，主楼建筑面积3.73万平方米，共有9层，绿化面积60%。院内设有开放式核磁共振、螺旋CT、全自动生化分析仪、数字减影血管造影机、全自动生化分析仪等医疗设备。
横店集团创始人徐文荣于1990年代末认为发展民营医院的时机已到，便决定投资3.2亿元人民币于金华江南开发区的地块建设一座医院，命名金华儿童医院，2001年9月破土动工。2003年横店集团和芬兰政府达成大额无息贷款合作项目协议，芬兰政府提供无息贷款499万美元，期间资方派出业务骨干前往赫尔辛基大学附属医院学习交流；同年12月新医院经浙江省卫生厅批准和金华市民政局登记定名文荣医院，12月28日综合门诊部开始试营业。2004年4月，文荣医院综合楼通过综合验收。2004年11月28日正式开业。
2005年7月，文荣医院加入城镇职工医疗保险定点医院。2011年10月，通过二级甲等综合医院评审。